# Assunzione del mondo chiuso
In un sistema logico formale utilizzato per la rappresentazione della conoscenza, l'assunzione del mondo chiuso (dall'inglese closed-world assumption, o CWA, talvolta tradotta come ipotesi del mondo chiuso) è l'assunzione secondo cui ogni affermazione il cui valore di verità non è noto è considerata falsa. Fu proposta dall'informatico e logico canadese Raymond Reiter nel 1978. È l'opposta dell'assunzione del mondo aperto, in cui la mancanza di conoscenza non implica la falsità.
Ad esempio, data una base di conoscenza consistente nell'unica informazione "Il cane è un animale", alla domanda "Il gatto è un animale?" un sistema CWA risponderebbe "No", mentre un sistema OWA risponderebbe "Non so".
Correlata all'assunzione del mondo chiuso è la negazione come fallimento (negation as failure), regola meno potente ma ideata per essere verificata in tempo finito.
L'adozione di tale ipotesi rende il knowledge base completo. La logica utilizzata è non-monotona, ovvero l'insieme delle conclusioni derivabili sulla base di un KB dato non incrementa (al più si restringe) all'aumentare della dimensione del KB stesso.

## Proprietà
- Ciò che non viene inizialmente definito è considerato come non esistente, di conseguenza qualunque asserzione che a ciò si riferisca è considerata falsa.
- È particolarmente adatto per sistemi:
  - che naturalmente rispecchiano una configurazione in cui ogni elemento è noto[7]
  - in cui è utile contare o verificare la completezza delle informazioni con semplicità
- L'assunzione di unicità del nome è generalmente assunta come vera nei sistemi CWA, dato che ciò che abbia un nome diverso da quanto specificato è considerato non esistente e ciò che a questi si riferisca è considerato falso.

## Utilizzo nei linguaggi
In generale, l'assunzione del mondo chiuso è tipica dei modelli relazionali, mentre sulla OWA si basano gran parte dei linguaggi per il Web semantico, come OWL. Esistono, tuttavia, delle eccezioni. Ad esempio SQL, linguaggio relazionale, che prevede l'utilizzo del marcatore NULL, tollerando una sorta di incompletezza del database; oppure alcuni linguaggi di ontologie, come F-logic o Prolog, che implementano la negation as failure.

## Formalizzazione
La prima formalizzazione proposta dell'assunzione del mondo chiuso consiste nell'aggiungere alla base di conoscenza la negazione dei letterali che non sono attualmente implicati dalla stessa. Il risultato di tale addizione è sempre coerente se il KB è in forma di Horn, altrimenti la sua consistenza non è garantita.
Per esempio, la base di conoscenza
{\displaystyle KB:=\{Inglese(Fred)\vee Irlandese(Fred)\}}
non implica né {\displaystyle Inglese(Fred)} né {\displaystyle Irlandese(Fred)}.
Aggiungendo la negazione dei due letterali, il nuovo KB diventa:
{\displaystyle KB:=\{Inglese(Fred)\vee Irlandese(Fred),\neg Inglese(Fred),\neg Irlandese(Fred)\}},
che non è coerente.
L'assunzione del mondo chiuso non introduce un'incoerenza nella base di conoscenza KB se e solo se l'intersezione di tutti i modelli di Herbrand di KB è anche un modello di KB; in logica proposizionale, ciò equivale a dire che la base di conoscenza ammette un modello minimale.